# Port lotniczy Albury
Port lotniczy Albury (IATA: ABX, ICAO: YMAY) – regionalny australijski port lotniczy położony w pobliżu Albury w Nowej Południowej Walii, obsługujący również pobliskie miasteczko Wodonga.

## Linie lotnicze i połączenia
| Linie lotnicze            | Kierunki          |
| ------------------------- | ----------------- |
| Brindabella Airlines      | Canberra          |
| QantasLink                | Sydney            |
| Regional Express Airlines | Melbourne, Sydney |
| Virgin Blue               | Sydney            |

Lotnisko przyjmuje również samoloty czarterowe, towarowe oraz lotnictwa ogólnego, w tym samoloty rolnicze.

## Virgin Blue
5 lutego 2008 linia Virgin Blue rozpoczęła rozkładowe loty z/do Sydney z wykorzystaniem samolotów odrzutowych średniego zasięgu rodziny Embraer E-Jet. Czas lotu wynosi około 40 minut. Zapowiadane jest przez Virgin Blue również uruchomienie kolejnych tras do innych miast australijskich.